# Équipe du pays de Galles de rugby à XV au Tournoi des Cinq Nations 1978
L'Équipe du pays de Galles de rugby à XV au Tournoi des Cinq Nations 1978 termine première en réussissant un Grand Chelem (quatre victoires en quatre matchs). Quatorze joueurs ont joué les quatre matchs du Tournoi, le trois quart aile Gareth Evans a remplacé JJ Williams en numéro 11 pour le match contre l'équipe de France, JJ Williams prenant le numéro 14 à la place de Gerald Davies à l’autre aile.
Ce Grand Chelem vient deux ans après celui de 1976, ce qui est remarquable aussi c'est le fait que treize joueurs ont réussi le doublé 1976-1978, trois joueurs faisant même mieux en remportant trois Grand Chelems avec celui de 1971 : Gareth Evans, JPR Williams et Gerald Davies. Gareth Edwards et JPR Williams ont joué tous les matchs des Grand Chelems de 1971-76-78, il n’a manqué qu’un match à Gerald Davies pour réaliser le même exploit. Phil Bennett est le capitaine de l’équipe, remplaçant Mervyn Davies qui avait le capitanat pendant le Grand Chelem de 1976.

## Les joueurs
Les numéros indiqués sont ceux portés par les joueurs, ils indiquent leur position dans l'équipe. Les noms des joueurs qui avaient déjà remporté le Grand Chelem en 1976 sont en caractères gras.
1. Charlie Faulkner
2. Bobby Windsor
3. Graham Price
4. Allan Martin
5. Geoff Wheel
6. Jeff Squire
7. Terry Cobner
8. Derek Quinnell
9. Gareth Edwards
10. Phil Bennett  (capitaine)
11. JJ Williams et Gareth Evans
12. Steve Fenwick
13. Ray Gravell
14. Gerald Davies et JJ Williams
15. JPR Williams

## Résultats des matchs
- Le 4 février, victoire 9-6 contre l'équipe d'Angleterre à Twickenham
- Le 18 février, victoire 22-14 contre l'équipe d'Écosse à Cardiff
- Le 4 mars, victoire 20-16 contre l'équipe d'Irlande à Dublin
- Le 18 mars, victoire 16-7 contre l'équipe de France à Cardiff

## Points marqués par les Gallois

### Match contre l'Angleterre
- Phil Bennett (9 points) : 3 pénalités

### Match contre l'Écosse
- Derek Quinnell (4 points) : 1 essai
- Steve Fenwick (4 points) : 1 essai
- Phil Bennett  (6 points) : 1 pénalité, 1 drop
- Gareth Edwards (4 points) : 1 essai
- Ray Gravell  (4 points) : 1 essai

### Match contre l'Irlande
- Steve Fenwick (16 points) : 1 essai, 4 pénalités
- JJ Williams (4 points) : 1 essai

### Match contre la France
- Gareth Edwards (3 points) : 1 drop
- Steve Fenwick (3 points) : 1 drop
- Phil Bennett (10 points) : 2 essais, 1 transformation